# John Case
Pour les articles homonymes, voir Case (homonymie).
John Case est le pseudonyme conjoint de Jim Hougan et de son épouse Carolyn Hougan. Jim Hougan est aussi un journaliste d'investigation. Il vit à Afton, Virginie.
Sous le pseudonyme de John Case, les Hougan ont écrit six romans : Genesis, Le premier cavalier de l'Apocalypse, Syndrome, Le huitième jour, Magie noire et La Danse des esprits.
Carolyn Hougan est décédée d'un cancer le 25 février 2007.

## Œuvre

### Romans
The Genesis code (1997) 
- Paris : A. Michel, 1998, 470 p.   (ISBN 2-226-09557-8)
- Paris : le Grand livre du mois, 1998, 470 p.   (ISBN 2-7028-1580-4)
- Paris : France loisirs, 1998, 470 p.   (ISBN 2-7441-2077-4)
- Paris : Librairie générale française, 2000, 510 p. (Le livre de poche ; 17130).  (ISBN 2-253-17130-1)

The First Horseman (1998) 
- Paris : A. Michel, 1999, 379 p.   (ISBN 2-226-10711-8)
- Paris : le Grand livre du mois, 1999, 379 p.   (ISBN 2-7028-3112-5)
- Paris : Librairie générale française, 2001, 447 p. (Le livre de poche ; 17172).   (ISBN 2-253-17172-7)

The Syndrome (2001) 
- Paris : A. Michel, 2002, 500 p.   (ISBN 2-226-13356-9)
- Paris : le Grand livre du mois, 2002, 500 p.   (ISBN 2-7028-7743-5)
- Paris : Librairie générale française, 2004, 695 p. (Le livre de poche ; 37017).   (ISBN 2-253-09042-5)

The Eighth Day (2002) 
- Paris : A. Michel, 2003, 444 p.   (ISBN 2-226-14961-9)
- Paris : le Grand livre du mois, 2003, 444 p.   (ISBN 2-7028-8870-4)
- Paris : Librairie générale française, 2005, 635 p. (Le livre de poche ; 37101).   (ISBN 2-253-11401-4)

The Murder Artist (2004) 
- Paris : Presses de la Cité, 2006, 476 p. (Sang d'encre).  (ISBN 2-258-06870-3)
- Paris : Librairie générale française, avril 2008, 535 p. (Le Livre de poche. Thrillers, no 37276).  (ISBN 978-2-253-11898-5)

Ghost Dancer (2006) 
- Paris : Presses de la Cité, févr. 2008, 440 p. (Sang d'encre).   (ISBN 978-2-258-07415-6)
- Paris : Librairie générale française, avril 2009, 507 p. (Le Livre de poche. Thrillers, no 31340).   (ISBN 978-2-253-12536-5)